# Opogona comptella
Espèce
Opogona comptella est une espèce de lépidoptères (papillons) appartenant à la famille des Tineidae, à la sous-famille des Hieroxestinae et au genre Opogona.
On le trouve depuis le sud du Queensland jusqu'en Tasmanie ainsi qu'en Nouvelle-Zélande.
Son envergure est d'environ 15 mm.
Sa chenille se nourrit de l'écorce de Salix vitellina et de la galle d’Acacia dealbata (causée par le champignon de la rouille Uromycladium tepperianum) et d’Acacia melanoxylon (causée par la mouche Cecidomyia acaciaelongifoliae).